# Ivan Sag
Ivan Sag   (Alliance, 9 de novembre de 1949 - Menlo Park, 10 de setembre de 2013) fou un professor de lingüística de la Universitat Stanford. Juntament amb Carl Pollard escrigué molts llibres introductoris a la teoria sintàctica dels llenguatges naturals i, particularment, al marc teòric conegut com a gramàtica sintagmàtica nuclear. També participà en el desenvolupament de la gramàtica d'estructura sintagmàtica generalitzada, teoria de la qual sorgeix l'anterior. En resum, la seva investigació apunta al desenvolupament de la lingüística i de la sintaxi del llenguatge natural.
Les seves àrees d'investigació inclouen les anomenades dependències no acotades, conegudes en la tradició de Noam Chomsky com moviments-Cú, el sistema dels verbs auxiliars en anglès, molts problemes que concerneixen la interfície entre semàntica i sintaxi, i la teoria sintàctica sobre el processament del llenguatge. El seu últim treball apunta a conciliar conceptes de la gramàtica de construccions amb la gramàtica sintagmàtica nuclear.
Sag obtingué el doctorat amb una tesi sobre el funcionament de l'el·lipsi, sota la tutoria de Noam Chomsky. Curiosament, abans havia rebut una mestria a la Universitat de Pennsilvània, on havia estudiat lingüística comparada i sociolingüística i un batxillerat de la Universitat de Rochester.